# Machenahalli, Chikmagalur
Machenahalli là một làng thuộc tehsil Chikmagalur, huyện Chikmagalur, bang Karnataka, Ấn Độ.